# Sidney (Manitoba)
Sidney è una comunità non incorporata nella Municipalità rurale del Nord Norfolk, regione dei Central Plains, nella zona sud-centrale del Manitoba, in Canada. Si trova approssimativamente a 57 km a ovest di Portage la Prairie, all'incrocio fra la Trans-Canada Highway e la Strada provinciale 352 del Manitoba.